# Biblos

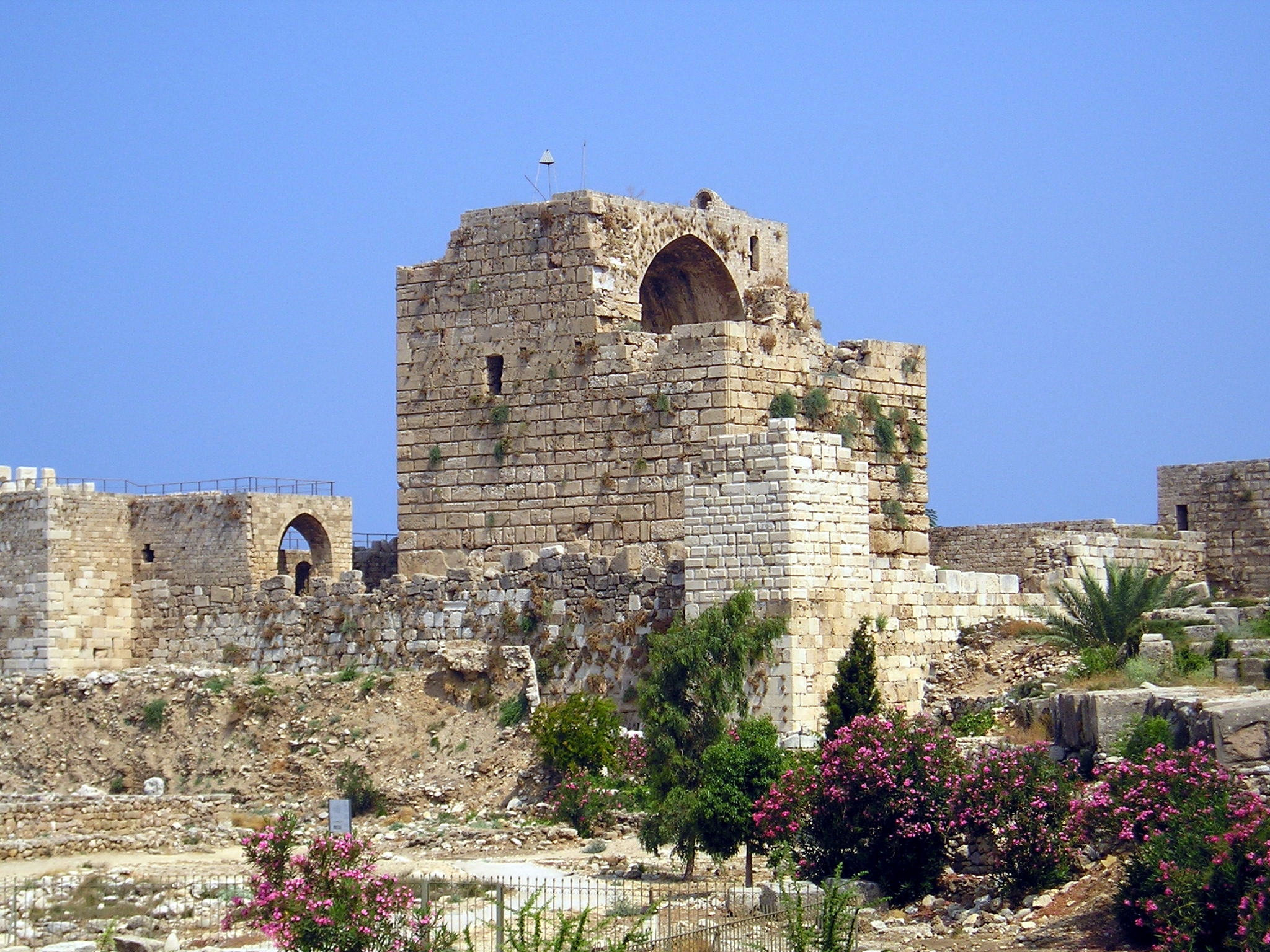
Ruïnes del castell a Biblos

Biblos (fenici: 𐤂𐤁𐤋, Gubl; grec antic: βύβλος, Bíblos; àrab: جبيل, Jubayl, pronunciat localment Jbeil) va ser un antic port fenici, famós pel comerç del papir provinent d'Egipte, que actualment es correspon amb la moderna ciutat de Jbeil, a la governació del Mont Líban, al nord de Beirut, al Líban. El seu nom li ve d'una paraula per a designar ‘muntanya’ i està en l'arrel de la paraula «llibre» en grec (avui dia, present en el mot «Bíblia»). La deïtat local fou Thummuz, assimilat a Adonis.
Les ruïnes de Biblos van ser declarades, l'any 1984, Patrimoni de la Humanitat per la UNESCO.
La zona fou poblada des d'almenys el 5000 aC i les ceràmiques que s'han trobat són semblants a les que s'han trobat als Països Catalans. L'etapa calcolítica o preurbana, vers el 3800-3200 aC, hi va donar pas a una progressiva urbanització fins que la regió fou ocupada pels amorreus, vers el 2000 aC. La ciutat va estar sovint aliada, i altres vegades sotmesa, a Egipte. El primer príncep conegut de Biblos és Ipshemuabi, vers el 1900 aC, que era un aliat tributari d'Egipte, fins que el 1200 aC els Pobles de la mar s'hi van instal·lar i van originar l'hegemonia fenícia en tota la regió fins que, al segle viii o vii aC, es va imposar la sobirania assíria, que va durar fins al segle vi aC, i fou seguida per la dominació persa.
Alexandre el Gran la va ocupar quan n'era rei Enilos, que va unir la seva flota a la macedònia.
Fou part dels dominis selèucides i després de Roma. Quan Pompeu li va donar la llibertat, sembla que estava governada per un tirà o dèspota. D'època romana, és el temple dels Obeliscs i el teatre. Fou seu d'un bisbe i, el 638, va ser ocupada pels musulmans, que la van anomenar Jibla, del qual deriva l'actual Jubayl, pronunciat localment Jbeil.
Els croats hi van construir un castell anomenat Gibelet i fou seu d'una senyoria, el primer senyor de la qual fou l'occità Ramon de Sant Geli i, després, va passar a la família dels Embriaco genovesos.

## Reis
- Abikhemou I, segle xix aC.
- Yapakhemou Abi I, segle xviii aC.
- Rib-Hadda, segle xviii aC.
- Yakin.
- Yantin-Ammu, segle xvi aC.
- Abikhemou II.
- Yapakhemou Abi II.
- Eglia.
- Rib-Addi, segle xiv aC.
- Ilirabi, segle xiv aC.
- Zakar Baal, segle xii aC (vers 1117).
- Akhiram, segle xi aC.
- Zakar Baal, vers 1000 aC.
- Ithobaal, segle x aC.
- Yahimilik, segle x aC.
- Abi-Baal, segle x aC (vers 930 aC).
- Elibaal, segle x aC (vers 900 aC).
- Urumilki, segle viii aC.
- Sibiti Baal, segle viii aC (vers 740 aC).
- Milkiashapa, segle vii aC.
- Yehawmilk, segle v aC.
- Paltibaal, segle v aC.
- Batnoam (reina), segle v aC.
- Ozbaal, segle v aC.
- Malcander, segle iv aC.
- Enylus, fins al 332 aC.
- Conquesta d'Alexandre el Gran 332 aC.
- Cinyrus ? -68 aC (tirà).
- a Roma, 68 aC (ocupació persa 612-628).
- Al Califat, 638.
- A Egipte, 868.
- Als seljúcides, 1071.
- Al Regne de Jerusalem, 1099.
- Senyoria de Gibelet, 1104: 
  - Ramon de Sant Geli, 1104-1109.
- ocupació genovesa, 1109-1187: 
  - Senyoria dels Embriaco.
  - Guillem I, vers 1109.
  - Hug I, 1109-1135.
  - Guillem II, 1135-1157.
  - Hug II, 1163-1179.
  - Hug III, 1181-1186.
  - Guiu I, 1186-1187.
  - A Egipte, 1187.
- Ocupació genovesa, 1196:
  - Guiu I (restaurat), 1196-1233.
  - Enric I, 1233-1252.
  - Bertran II, vers 1252-1258.
  - Enric II, 1258-1271.
  - Guiu II, 1271-1282.
- A Trípoli, 1282.
- A Genova, 1287: 
  - Bartolomeu Embriaco, 1287-1289.
- A Egipte, 1289:
  - Pere Embriaco, 1289-1298.
  - Joan d'Antioquia, 1298-1300.
- A Egipte, 1300.
- Als otomans, 1516.